# Lucha Moreno
Irma Gloria Ochoa Salinas (Guadalupe, Nuevo León, 23 de abril de 1939), conocida como Lucha Moreno, es una cantante y actriz mexicana. Como intérprete, se especializó en el género de ranchera.

## Carrera
Debutó en el cine cantando «La noche de mi mal» en Asesinos, S.A. (1957). Posteriormente actuó en No soy monedita de oro (1959), El gato (1961), Las hijas del Amapolo (1962), Aquí está tu enamorado (1963), Lupe Balazos (1964), Escuela para solteras (1965), y Los dos apóstoles (1966). También participó en telenovelas como Quinceañera, Amor en silencio, Amor de nadie, Acapulco cuerpo y alma y Te sigo amando. Con su marido, el cantante José Juan, formó el exitoso dueto Lucha Moreno y José Juan.

## Discografía

### Sencillos
- «Anoche estuve llorando» (Columbia, 1957)
- «Vencida» (Columbia, 1957)

## Filmografía
Cine
- Asesinos, S.A. (1957)
- Aquí está tu enamorado (1963)
- Lupe Balazos (1964)